# Cal State Bakersfield Roadrunners

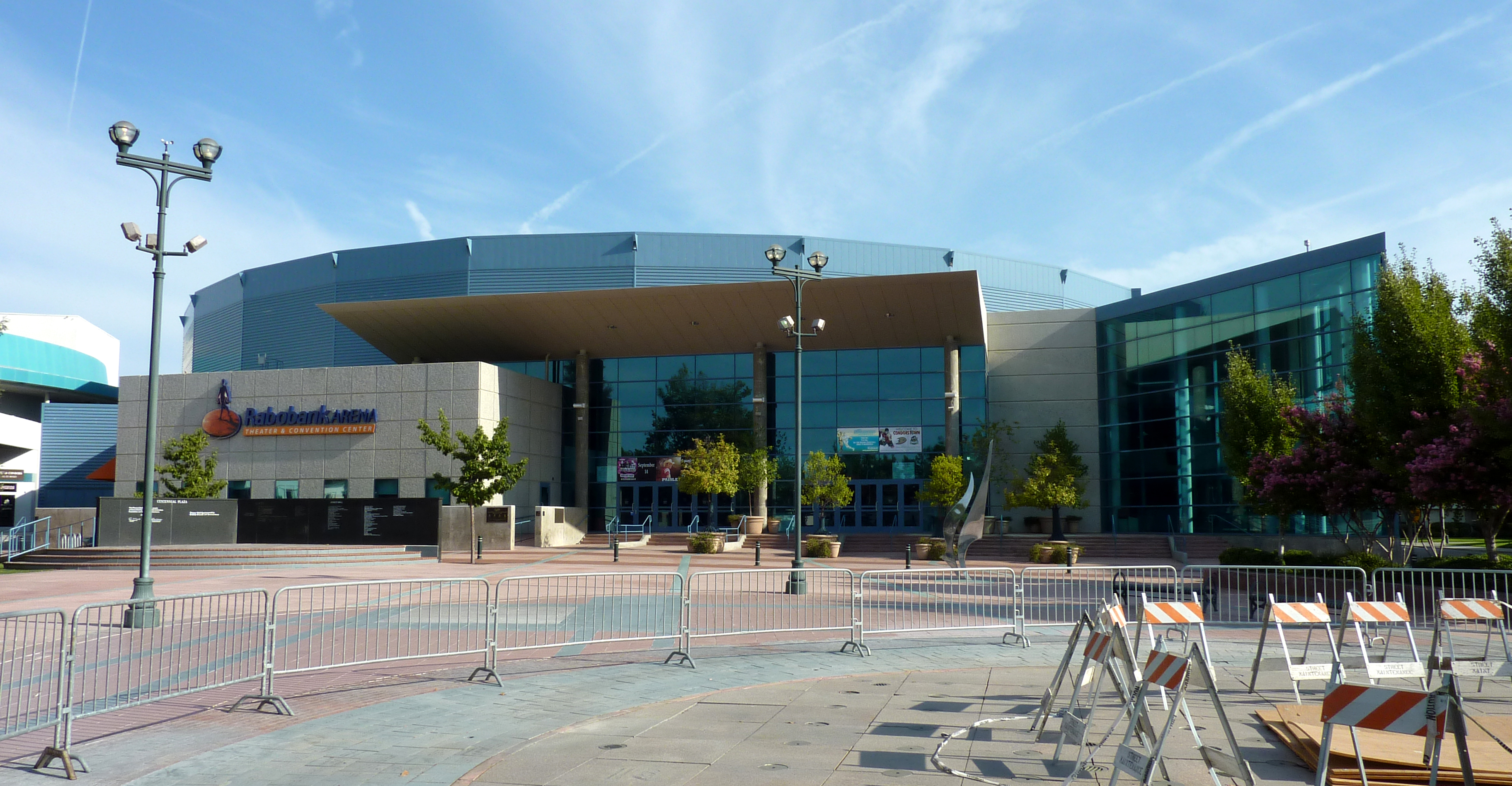
Rabobank Arena.

Cal State Bakersfield Roadrunners (en español: Correcaminos de la Estatal de Califorina, Bakersfield) es la denominación de los equipos deportivos de la Universidad Estatal de Califorina, Bakersfield, institución académica ubicada en Bakersfield, California. Los Roadrunners participan en las competiciones universitarias organizadas por la NCAA, y forman parte de la Big West Conference desde 2020, de la Pacific-12 Conference en lucha libre.

## Programa deportivo
Los Roadrunners compiten en 7 deportes masculinos y en 10 femeninos:
| Masculino: - Baloncesto - Atletismo - Béisbol - Golf - Fútbol - Lucha libre - Natación | Femenino: - Baloncesto - Campo a través - Atletismo - Fútbol - Waterpolo - Golf - Vóley playa - Voleibol - Sóftbol - Natación |

## Títulos
CSUB ha ganado 30 títulos nacionales compitiendo en la División II de la NCAA

### Masculinos
- Baloncesto: 1993, 1994, 1997
- Natación: 1986, 1987, 1988, 1989, 1990, 1991, 1992, 1993, 1998, 2000, 2001, 2002, 2004
- Lucha libre: 1976, 1977, 1979, 1980, 1981, 1982, 1983, 1987
- Fútbol: 1997

### Femeninos
- Softball: 1988, 1989, 1990
- Voleibol: 1989
- Tenis: 1977

## Instalaciones deportivas
- Icardo Center es el estadio donde disputan sus partidos los equipos de baloncesto, voleibol y lucha libre. Fue inaugurado en 1989 y tiene una capacidad para 3.800 espectadores.[1]
- Hardt Field es el estadio donde disputa sus encuentros el equipo de béisbol. Se inauguró en 2009, cuando comenzó a competir la universidad en ese deporte y tiene una capacidad para 500 espectadores.[2]